# 蒂雷讷站
蒂雷讷站是法国的一个铁路车站，位于法国西南部市镇蒂雷讷境内。

## 位置
蒂雷讷站位于蒂雷讷市区的东南部，布里夫－图卢兹铁路163.055公里处，距离布里夫拉盖亚尔德大约15公里。车站大致呈南北走向，开口朝西。

## 停靠线路
以下列车线路在蒂雷讷站停靠：
| 蒂雷讷站列车线路表 |      |        |        |              |
| 线路               | 车种 | 上一站 | 下一站 | 大致运行频率 |
| 布里夫—欧里亚克    | TER  | 布里夫 | 四路   | 每天1—2趟    |
| 布里夫—罗德兹      | TER  | 布里夫 | 四路   | 每天3趟左右  |
| 1.                 |      |        |        |              |

## 配套交通

### 长途客车
| 停靠蒂雷讷站的大巴车 |                  |                                                                        |
| 上下车地点           | 运营单位         | 主要线路及目的地                                                       |
| 蒂雷讷站门口         | 科雷兹省城际客运 | 3 布里夫拉盖亚尔德 · 瑞雅勒纳扎雷特                                    |
| 蒂雷讷站门口         | SNCF Car TER     | （当某条铁路线施工或罢工时，SNCF可能会提供途径该线路沿途站点的大巴车） |
| 1. 2. 3.             |                  |                                                                        |

### 城市公共交通
蒂雷讷站附近暂无城市公共交通线路。

### 社会车辆
蒂雷讷站门口设有社会车辆停车场。

## 临近车站
| 蒂雷讷站（Gare de Turenne）    |                              |                |
| 上行车站                       | 线路                         | 下行车站       |
| 布里夫拉盖亚尔德站 15.4km ←    | 布里夫拉盖亚尔德－图卢兹铁路 | 四路站 → 5.9km |
| - 本表仅显示运营中的线路及车站 |                              |                |